# Calycemorda brasiliensis
Calycemorda brasiliensis es una especie de coleóptero de la familia Mordellidae.

## Distribución geográfica
Habita en Brasil.